# 6799 Citfiftythree
6799 Citfiftythree eller 1993 KM är en asteroid i huvudbältet som upptäcktes 17 maj 1993 av den amerikanske astronomen Eleanor F. Helin vid Palomar-observatoriet. Namnet är en hylning till Caltechs avgångsklass 1953.
Asteroiden har en diameter på ungefär 9 kilometer.